# Lista de telenovelas exibidas pela Rede Família
Esta é uma lista de telenovelas exibidas pela Rede Família, um canal de televisão brasileiro (aberto) pertencente ao Grupo Record que transmite telenovelas produzidas e exibidas originalmente pela RecordTV. Algumas telenovelas transmitidas na Rede Família são exibidas na íntegra e outras com pequenos cortes. Aos sábados e domingos a emissora faz um resumo semanal, telenovela das 19h30 (resumo semanal às 19h30) e telenovela das 22h00 (resumo semanal às 14h00).
A primeira telenovela exibida pelo canal foi Essas Mulheres entre 2013/2014 e a primeira exibida em HDTV e em 24fps foi Pecado Mortal em 2020.

## Faixas especiais

### Década de 2010

#### 17h30
| # | Telenovela     | Início              | Término               | Autoria                     | Direção               | Horário original | Ano original | Cap. | Ref.  |
| - | -------------- | ------------------- | --------------------- | --------------------------- | --------------------- | ---------------- | ------------ | ---- | ----- |
| 1 | Essas Mulheres | 24 de junho de 2013 | 17 de janeiro de 2014 | Marcílio Moraes Rosane Lima | Flávio Colatrello Jr. | 19h15            | 2005         | 150  | [ 1 ] |

#### 17h15
| # | Telenovela         | Início             | Término               | Autoria              | Direção               | Horário original | Ano original | Cap. | Ref.  |
| - | ------------------ | ------------------ | --------------------- | -------------------- | --------------------- | ---------------- | ------------ | ---- | ----- |
| 1 | Cidadão Brasileiro | 9 de abril de 2014 | 27 de janeiro de 2015 | Lauro César Muniz    | Flávio Colatrello Jr. | 22h00            | 2006         | 213  | [ 2 ] |
| 2 | Luz do Sol         | 6 de abril de 2015 | 19 de outubro de 2015 | Ana Maria Moretzsohn | Ivan Zettel           | 20h30            | 2007         | 210  | [ 3 ] |

### Década de 2020

#### 14h00
| # | Telenovela         | Início                 | Término               | Autoria              | Direção               | Horário original | Ano original | Cap. | Ref.        |
| - | ------------------ | ---------------------- | --------------------- | -------------------- | --------------------- | ---------------- | ------------ | ---- | ----------- |
| 1 | Cidadão Brasileiro | 9 de março de 2020     | 8 de janeiro de 2021  | Lauro César Muniz    | Flávio Colatrello Jr. | 22h00            | 2006         | 220  | [ 4 ]       |
| 2 | Marcas da Paixão   | 11 de janeiro de 2021  | 3 de setembro de 2021 | Solange Castro Neves | Atílio Riccó          | 20h15            | 2000         | 168  | [ 5 ] [ 6 ] |
| 3 | A Escrava Isaura   | 11 de dezembro de 2023 | 4 de março de 2024    | Tiago Santiago       | Herval Rossano        | 19h15            | 2004-2005    | 61   | [ 7 ]       |

#### 15h30
| # | Telenovela       | Início             | Término                | Autoria        | Direção        | Horário original | Ano original | Cap. | Ref.  |
| - | ---------------- | ------------------ | ---------------------- | -------------- | -------------- | ---------------- | ------------ | ---- | ----- |
| 1 | A Escrava Isaura | 6 de março de 2023 | 10 de dezembro de 2023 | Tiago Santiago | Herval Rossano | 19h15            | 2004-2005    | 212  | [ 9 ] |

#### 16h00
| # | Telenovela | Início             | Término     | Autoria       | Direção        | Horário original | Ano original | Cap. | Ref.   |
| - | ---------- | ------------------ | ----------- | ------------- | -------------- | ---------------- | ------------ | ---- | ------ |
| 1 | Jesus      | 4 de março de 2024 | Em exibição | Paula Richard | Edgard Miranda | 20h30            | 2018-2019    |      | [ 10 ] |

#### 19h30
| # | Telenovela         | Início                | Término               | Autoria            | Direção               | Horário original | Ano original  | Cap. | Ref.                 |
| - | ------------------ | --------------------- | --------------------- | ------------------ | --------------------- | ---------------- | ------------- | ---- | -------------------- |
| 1 | Pecado Mortal      | 9 de março de 2020    | 9 de novembro de 2020 | Carlos Lombardi    | Alexandre Avancini    | 21h15            | 2013-2014     | 176  | [ 4 ]                |
| 2 | Vidas Cruzadas     | 9 de novembro de 2020 | 30 de abril de 2021   | Marcos Lazarini    | Henrique Martins      | 20h15            | 2000-2001     | 125  | [ 5 ]                |
| 3 | Cidadão Brasileiro | 3 de maio de 2021     | 4 de março de 2022    | Lauro César Muniz  | Flávio Colatrello Jr. | 22h00            | 2006          | 211  | [ 4 ]                |
| 4 | Os Dez Mandamentos | 7 de março de 2022    | 3 de março de 2023    | Vivian de Oliveira | Alexandre Avancini    | 20h30            | 2015-2016     | 242  | [ 11 ] [ 12 ] [ 13 ] |
| 5 | A Terra Prometida  | 6 de março de 2023    | 1 de março de 2024    | Renato Modesto     | Alexandre Avancini    | 20h30            | 2016-2017     | 260  | [ 9 ]                |
| 6 | Reis               | 4 de março de 2024    | Em exibição           | Raphaela Castro    | Guga Sander           | 21h00            | 2022-presente |      | [ 10 ]               |

#### 22h00
| # | Telenovela       | Início                | Término               | Autoria        | Direção        | Horário original | Ano original | Cap. | Ref.                 |
| - | ---------------- | --------------------- | --------------------- | -------------- | -------------- | ---------------- | ------------ | ---- | -------------------- |
| 1 | Dona Xepa        | 8 de novembro de 2021 | 4 de março de 2022    | Gustavo Reiz   | Ivan Zettel    | 22h30            | 2013         | 85   | [ 14 ] [ 15 ]        |
| 2 | A Escrava Isaura | 7 de março de 2022    | 28 de outubro de 2022 | Tiago Santiago | Herval Rossano | 19h15            | 2004-2005    | 150  | [ 11 ] [ 16 ] [ 13 ] |